# Navin Prabhakar
Navin Prabhakar es un comediante, cantante, actor y artista de la mímica indio. Es más conocido por su acto de Pehchan Kaun ( chica de bar de Mumbai) en The Great Indian Laughter Challenge (2005). Posteriormente, presentó un programa de mimetismo y stand-up Hello Kaun? Pehchaan Kaun (2008-2009).

## Carrera profesional
Navin, graduado en comercio de la Universidad de Mumbai, comenzó su carrera como cantante, luego actor, y luego comendiante.. Navin se presentó a espectáculo de comedia El gran desafío de la risa india en 2005. Después de esto, trabajó como cantante, actor, anfitrión, stand-up y imitador.

## Comediantes corporativos gujarati
Comenzó a funcionar como comediante corporativo. Sus espectáculos incluyen 2 horas de risa en vivo, donde hace su show "Pehchaan Kon" . Es considerado como uno de los principales comediantes corporativos indios.
Prabhakar ha doblado personajes en películas como Mohabbat Ho Gayi Hai Tumse, Maine Dil Tujhko Diya, Nehle Pe Dehla, Champion y Ara Ara Aaba, Aata Tari Thamba . Hizo la voz en off de la canción "Dhagala lagli kala". También ha cantado en la canción de Adnan Sami "Lift Karade" (Remix) como locutor. Los álbumes que se lanzaron más adelante fueron Chor Chor, Spicy Mango, Jalwa Part II, Saangu y Naka .

## Filmografía
Películas
| Año  | Serie                    | Papel        | Notas                 |
| ---- | ------------------------ | ------------ | --------------------- |
| 2007 | No Problem               | Jay          | Marathi film          |
| 2007 | Bombay to Goa            |              |                       |
| 2008 | Aftermath                | Ayush Khanna |                       |
| 2010 | Bhavnao Ko Samjho        | Shekhar      |                       |
| 2010 | Vroom                    | Girgit       |                       |
| 2012 | Tere Naal Love Ho Gaya   | Mr. Naidu    |                       |
| 2012 | Khiladi 786              | Raj          |                       |
| 2013 | Premacha Jhol Jhal       | Pankaj       | Marathi film          |
| 2013 | Phata Poster Nikhla Hero | Gopi         |                       |
| 2014 | Samrat & Co.             | Hari         |                       |
| 2015 | Killing Veerappan        | Rajan        |                       |
| 2016 | Veerappan                |              |                       |
| 2016 | 7 Hours to Go            |              |                       |
| 2017 | Manomani                 |              | Marathi Short Film    |
| 2020 | Darbar                   |              | [ 7 ]                 |
| 2020 | Official Bhootiyagiri 3  |              | [ 8 ]                 |
| 2021 | Say Tu                   |              | Marathi Short Series  |
| 2022 | Aapdi Thapdi             | Antagonist   | Upcoming Marathi film |

Televisión
| Año       | Serie                                 | Papel                    | Notas                    |
| --------- | ------------------------------------- | ------------------------ | ------------------------ |
| 2005      | The Great Indian Laughter Challenge   | Concusante               | Finalista                |
| 2006      | Takeshi's Castle                      | Narrator                 | Version doblada al hindi |
| 2008      | Boogie Woogie                         | Guest Judge              |                          |
| 2008–2009 | Laughter Knights                      | Él mismo                 |                          |
| 2008–2009 | [Hello Kaun? Pehchaan Kaun            | Presentador              |                          |
| 2012      | Crime Patrol                          | Arjun Kangi              | episodes 166 – 167       |
| 2017      | Bhabi Ji Ghar Par Hai!                | Pramod & Zalil Choudhary | [ 11 ]                   |
| 2017      | The Great Indian Laughter Challenge 5 | Invitado                 |                          |
| 2022      | Laal Ishq                             | Subodh Chaterjee         | [ 12 ]                   |